# بوياكي ولد عابدين
 بوياگي بن عابدين (1915 م تمبدغةـ 1970 م نواكشوط )، زعيم ومناضل سياسي ووزير موريتاني.

## حياته
ولد بوياكي لأسرة محافظة في ضواحي مدينة تمبدغة درس القرآن وتعلم مبادئ اللغة العربية بعدها ارسلته أسرته إلى المدارس النظامية في الفترة التي فيها كانت منطقة الحوضين الموريتانية تابعة للسودان الفرنسي فتعلم فيها وأصبح من المتكلمين للغة المستعمر على قلتهم تاريخئذ.
كان بوياكي يتحلي بكاريزما قوية وفوق ذلك كان شجاعا، صادقا , أمينا وطنيا مناهضا للمشروع الاستعماري. كانت له علاقات واسعه في منطقة الكٌبله خاصة مع القبائل التي كانت تناهض الاستعمار ومع الزنوج واهل الشمال مما أتاح له فرصة المشاركة الفعالة والتأثير في الساحة السياسية وإزعاج الحكومة حيث كان أنصاره يسمونه الزعيم وسمي عليه جيل من مواليد الستينات, وكان الرئيس الراحل المختار ولد داداه يلقبه بالزعيم.

## حزب النهضة
في سنة 1948 دخل بوياكي النضال السياسي من أوسع ابوابه حيث أنشأ مع الزعيم السياسي أحمد ولد حرمة ولد ببانة وآخرين مايعرف بحزب الوفاق دخل وولد حرمة البرلمان الفرنسي كأول ممثل عن موريتانيا من 1946 حتى سنة 1956 م حيث أجريت الانتخابات من جديد إلا أن هذا الأخير خسرها لصالح سيدي المختار ولد يحي انجاي, أعتبر ولد حرمة ان الإدارة الفرنسية زورت الانتخابات لصالح غريمه ولد يحي انجاي على أثر ذلك عمدت السلطات الفرنسية إلى حل حزب الوفاق ولجأ ولد حرمة تحت الضغط إلى اللجوء إلى المغرب وأوعز إلى رفيقه وصديقه بوياكي ان يؤسس حزب النهضة 1958 م وهو ما حدث في مؤتمر كيهيدي الشهير الذي انبثق عنه حزب النهضة الوطني بزعامة بوياكي ولد عابدين (رئيسا للحزب) وعضوية كل من أحمد بابا ولد أحمد مسكه ويحيى ولد منكوس وهيبه ولد همدي وبمب ولد اليزيد.

## مرحلة الاستقلال
بدأت النهضة عملها فعليا بداية 1958 كحزب سياسي يناضل من أجل استقلال موريتانيا وإلغاء التبعية.كان شعارهم في تلك المرحلة لا شروط لا تنازلات وكتبوا على بطاقة الانتساب لحزبهم: (وَلَن تَرْضَى عَنكَ الْيَهُودُ وَلاَ النَّصَارَى حَتَّى تَتَّبِعَ مِلَّتَهُمْ), وقبيل الاستقلال بإشهر قليلة عرفت النهضة انتشارا كبيرا في جميع انحاء البلاد وهو ما دفع جناح حزب التجمع الوطني الذي يقوده الرئيس المختار ولد داداه إلى التفكير في التفاوض مع حزب النهضة لتشكيل كتلة حزبية واحدة.
تم استدعاء بوياكي وأعضاء حزبه إلى العاصمة لأول مرة قبل حفل الاستقلال بأيام حيث كان يحظر عليهم قبل ذلك الدخول إليها، استقبلتهم جماهير غفيرة عند المطار وحمل بوياكي على الأعناق حتى دار الضيافة في لكصر، بعدها بدأت مفاوضات شاقة بين الطرفين لم تنتهِ إلى اتفاق بسبب تصلب مواقف الطرفين، عندها قررت الحكومة القبض على بوياكي ورفاقه خوفا من أي اضطرابات قد تحدث أثناء الاحتفالات بعيد الاستقلال وحملوا بطائرة خاصة إلى سجن مدينة تيشيت حتى انقضت احتفالات الاستقلال يوم 28 نفمبر 1960 م.

## بعد الاستقلال
1961 م انعقد مايعرف بالطاولة المستديرة  التي ضمت أحزابا وتيارات سياسية مختلفة بما فيها النهضة ونتج عنها اعتماد المختار ولد داداه، بالتوافق، مرشحا وحيدا للرئاسة، وفضلا عن ذلك تم الاندماج الذي انبثق منه (خلال مؤتمر الوحدة، يوم 25 ديسمبر 1961) حزب الشعب الذي سيصبح لاحقا حزب الدولة الوحيد، وشارك قادة النهضة بشكل فعال في هذا المؤتمر وتمت المصادقة على دستور 1961 م ودخل بوياكي في الحكومية كأول وزير للنقل والبريد والمواصلات.
في تلك الفترة الوجيزة التي قضاها في الحكومة كان من إنجازاته إنشاء الخطوط الجوية الموريتانية, حيث اشترى طائرة صغيرة من إسبانيا وقد رفض في البداية التعاون مع الفرنسيين  أو الاستفادة من تجربتهم في هذا المجال بسبب موقفهم من حزب النهضة.
في 30 مارس 1962 م قام أفراد من جيش التحرير بقيادة حرمة ولد بابانا بعملية عسكرية كبيرة في مدينة النعمة في أقصي شرق البلاد وقد اسفرت عن قتل وجرح العديد من الفرنسيين وتعرف محليا بإعمارة النعمة, وتم اعتقال المنفذين ووحوكموأ أول الأمر من طرف الفرنسيين الذي حكموا عليهم جميعا وبدون إستثتناء بالإعدام وكان الفرنسيون ينوون تنفيذ الحكم في نفس يوم صدوره ولكن الزعيم بوياكي ولد عابدين كان في ذلك الوقت مايزال في الحكومة تدخل وضغط على الرئيس المختار  حتى تقررت محاكمتهم من طرف الجيش الموريتاني حيث تمت تبراة البعض وحكم بالسجن المأبد على البعضهم الآخر وبالإعدام على ثلاثة ثبت تورطهم في العملية.
بعدها بفترة وجيزة خرج بوياكي من الحكومة واتجه إلى القطاع الخاص حيث أنشأ أول شركة خاصة للبناء في موريتانيا انجزت الكثير من مشاريع البنية التحتية والتي يبدو ان رجل الأعمال بمب ولد سيدي بادي كان أحد المساهمين فيها.
كما أنشأ جريدة صرخة الشعب التي كانت تصدر عن مطبعة النهضة وقد تعرض مقرها لحريق في ظروف مايزال يحيط بها الكثير من الغموض إلى اليوم.

## وفاته
في سنة 1970 م تلقى الموريتانيون خبر وفاة الزعيم بوياكي بكثير من الحزن والأسى، تحدث البعض على أنه تمت تصفيته والبعض اكد انه تم تسميمه على غرار آخرين قضو في نفس الظروف. انا لله وانا إليه راجعون، اللهم أرحمه وأغفر له.بدوي